# Jan Šindel
Jan Ondřejův, dit Šindel, Jan Šindel ou Joannes de Praga est un astronome tchèque, scientifique, professeur, recteur de l'Université de Prague, prêtre catholique, mathématicien, astronome, astrologue personnel et médecin des rois Venceslas de Luxembourg et Sigismond de Luxembourg.
Il est né à Hradec Králové dans les années 1370 et mort entre 1455 et 1457.

## Sa vie
Après l'école, il étudie à l'Université de Prague, où il devient maître d'arts libéraux en 1395 (ou 1399 ) et enseignant. En 1406, il travaille comme recteur de l'école de St. Nicolas dans la vieille ville, puis professeur de mathématiques et d'astronomie à Vienne. En 1410, il devient docteur en médecine et recteur de l'Université de Prague (d'après Jan Hus). Parallèlement, il est l'un des deux médecins personnels du roi Venceslas IV. Il sympathise avec Jan Hus, mais ne devient pas lui-même un hussite. À partir de 1418, il est chanoine du chapitre métropolitain de St. Vita et après le déclenchement des guerres hussites, il doit fuir à Olomouc. Dans les années 1423-1436, il travaille comme médecin municipal à Nuremberg et à partir de 1432 comme médecin de l'empereur Sigismond de Luxembourg. À partir de 1441, il est doyen du chapitre de Vyšehrad. En 1443, il consacre sa riche bibliothèque de 200 volumes au Collège Charle. De 1445 à 1447, sa correspondance avec l'humaniste italien Aenas Silvius Piccolmini, futur pape Pie II, a été conservée. Il est probablement mort entre 1455 et 1457.

## Son œuvre
Selon le témoignage d'Aenas Silvius Piccolmini, Jan Šindel était une personne extrêmement polyvalente et instruite. Selon Zdeněk Horský (de), il est probablement l'auteur du concept astronomique et de la conception de l'horloge astronomique de la vieille ville de Prague, qui est réalisée par Mikuláš de Kadaň (en), comme en témoigne une note manuscrite du XVIe siècle. Il a écrit un certain nombre de commentaires philosophiques et d'écrits théologiques, mathématiques, médicaux et botaniques. Les archives historiques de Šindel ont été utilisées par Daniel Adam z Veleslavína (cs) et d'autres. En astronomie, il s'est principalement occupé du mécanisme de divers instruments, notamment des nomogrammes pour le calcul des éclipses. On lui attribue également la paternité de tables astronomiques, qui étaient encore utilisées par Tycho Brahe, à qui elles furent remises par le maître universitaire Martin Bacháček z Nouměřic (cs).